# Torvehandel
Torvehandel finder i reglen kun sted i købstæderne og foregår her til forud berammet tid på dertil bestemte, almindeligt tilgængelige torve og pladser. Ved torvehandel kan indenlandske landvæsensprodukter (også fisk) og landboernes husflidsprodukter sælges af producenterne selv eller af personer, der har købt de pågældende produkter uden for købstæderne. Politimester og kommunalbestyrelse kan tillade personer, som i øvrigt har fornøden handelsberettigelse, at drive handel på torvet med andre genstande end de ovenfor nævnte, dog at salg af margarine på torvet ifølge lov nummer 95 af 1. april 1925 er forbudt. De nævnte myndigheder kan fastsætte torvedage, ligesom der gennem politivedtægten — eller på anden måde — kan gives nærmere forskrifter til betryggelse af god orden; ved disse ordensforskrifter må der ikke gøres indgreb i den ved næringslovgivningen hjemlede ret til torvehandel stadepenge og lignende afgifter antages sædvanlig kun at måtte opkræves, hvor hjemmel fra tidligere tid hertil foreligger. For Københavns vedkommende findes de nærmere bestemmelser om torvehandel i forskellige rådstueplakater om Kvægtorvet, Flæskehallen og Grønttorvet med videre. Tidligere fandtes bestemmelser angående forprang (forbud mod på vejen at opkøbe visse produkter, når disse fra landet førtes ind til købstaden) og torvetvang (påbud om, at landboerne skulde bringe deres produkter ind til købstæderne og her falholde dem på de offentlige torve), men disse forskrifter ophævedes ved næringsloven af 1857.
Ved en i efteråret 1926 afgivet kommissionsbetænkning om revision af næringslovgivningen foreslås enkelte, dog ikke stærkt indgribende ændringer i de fornævnte regler.